# Wzgórze Marii (Wojciechowice)

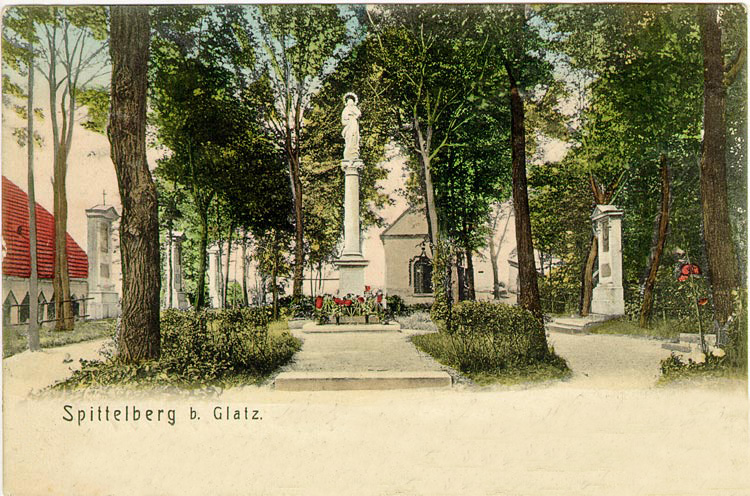
Auf dem Spittelberg bei Königshain,
Kreis Glatz. Im Hintergrund die Kirche

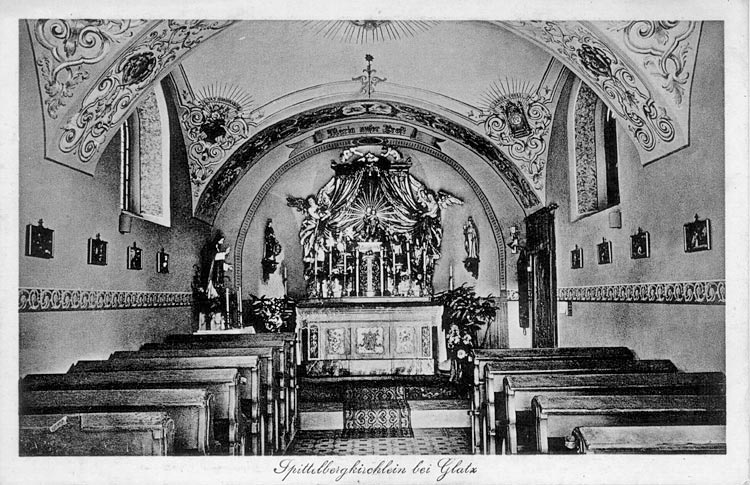
In der Spittelbergkiche „Maria Trost“

Wzgórze Marii (deutsch Spittelberg) ist eine Marien-Wallfahrtsstätte bei Wojciechowice (Königshain) im Powiat Kłodzki in der Wojewodschaft Niederschlesien in Polen.
Der Spittelberg mit der kleinen Kirche „Maria Trost“, einer Mariensäule, einem Kreuzweg und einem Einsiedler-Wohnhaus liegt von Glatz kommend rechter Hand am Eingang von Königshain auf einer Anhöhe von etwa 30 Metern oberhalb des Königshainer Baches.

## Geschichte
Über den Ursprung der Kapelle auf dem Spittelberg wurde erzählt, dass ein Glatzer Seemann nach glücklicher Heimkehr aus Piratengefangenschaft und Sklaverei mit der Anfertigung eines Muttergottesbildes ein Gelübde eingelöst habe. Da er in Gefangenschaft ein schwarzes Götzenbild hatte anbeten müssen, war in gewisser Weise passend, dass er ein seltsam geformtes Stück schwarzen Holzes mit der Andeutung einer Marienfigur aus dem auf der Neiße geflößten Holz für die Anfertigung der Statue wählte. Die Figur befestigte er an einem Baum auf dem Spittelberg. 1715 ließ ein Mühlenbesitzer eine kleine Kapelle dafür bauen. Diese wurde beim Einfall der Armee Napoleons 1807 zerstört, danach aber wieder aufgebaut, später mit Kreuzweg und Einsiedlerhaus ergänzt.
Das Eigentumsrecht am Spittelberg hatte zeitweilig der Krankenstift Scheibe (polnisch Skiba), bevor 1915 Franziskaner die Betreuung des Spittelberges übernahmen. Nachdem als Folge des Zweiten Weltkriegs fast ganz Schlesien 1945 an Polen gefallen war, wurden die Franziskaner im November 1946 aus Glatz ausgewiesen.

## Jerusalemer Balsam

Jerusalemer Balsam und eines der aus seinem Erlös von Johannes Treutler erbauten Häuser

Der Spittelberg ist noch mit einer Besonderheit verbunden. Der erste Einsiedler auf dem Spittelberg war ab 1846 Johannes Treutler. Dieser kam in den 1860er Jahren auf die Idee, nach einer angeblich von einem Pilger mitgebrachten Rezeptur einen Heilbalsam, den er „Jerusalemer Balsam“ nannte, herzustellen und den Wallfahrern zu verkaufen. Dieser Balsam wurde in kurzer Zeit eine in der ganzen Grafschaft Glatz sehr begehrte Volksmedizin und ein großer finanzieller Erfolg. Später produzierte Treutler auch Salben, Pillen und Tees. Als er, aus welchen Gründen auch immer, sein geistliches Gewand ausziehen musste, wurde er ein wohlhabender Mann. Er baute mehrere Häuser, eines davon, die „Treutlerburg“, direkt am Fuße des Spittelberges.
Seine Rezepte vermachte Treutler testamentarisch dem Krankenstift Scheibe, das sie an die Mohrenapotheke in Glatz verkaufte. Ihr Besitzer, Johannes Schittny, ließ sich das Warenzeichen eintragen. Nach der Vertreibung produzierte sein Sohn Hans Richard Schittny noch unter der Bezeichnung „Einsiedler Balsam“ bis zum Ende der 1980er Jahre. Er beschrieb, dass ähnliche Rezepturen bereits im 17. Jahrhundert bekannt waren.